# Dolní Heřmanice (Horní Heřmanice)

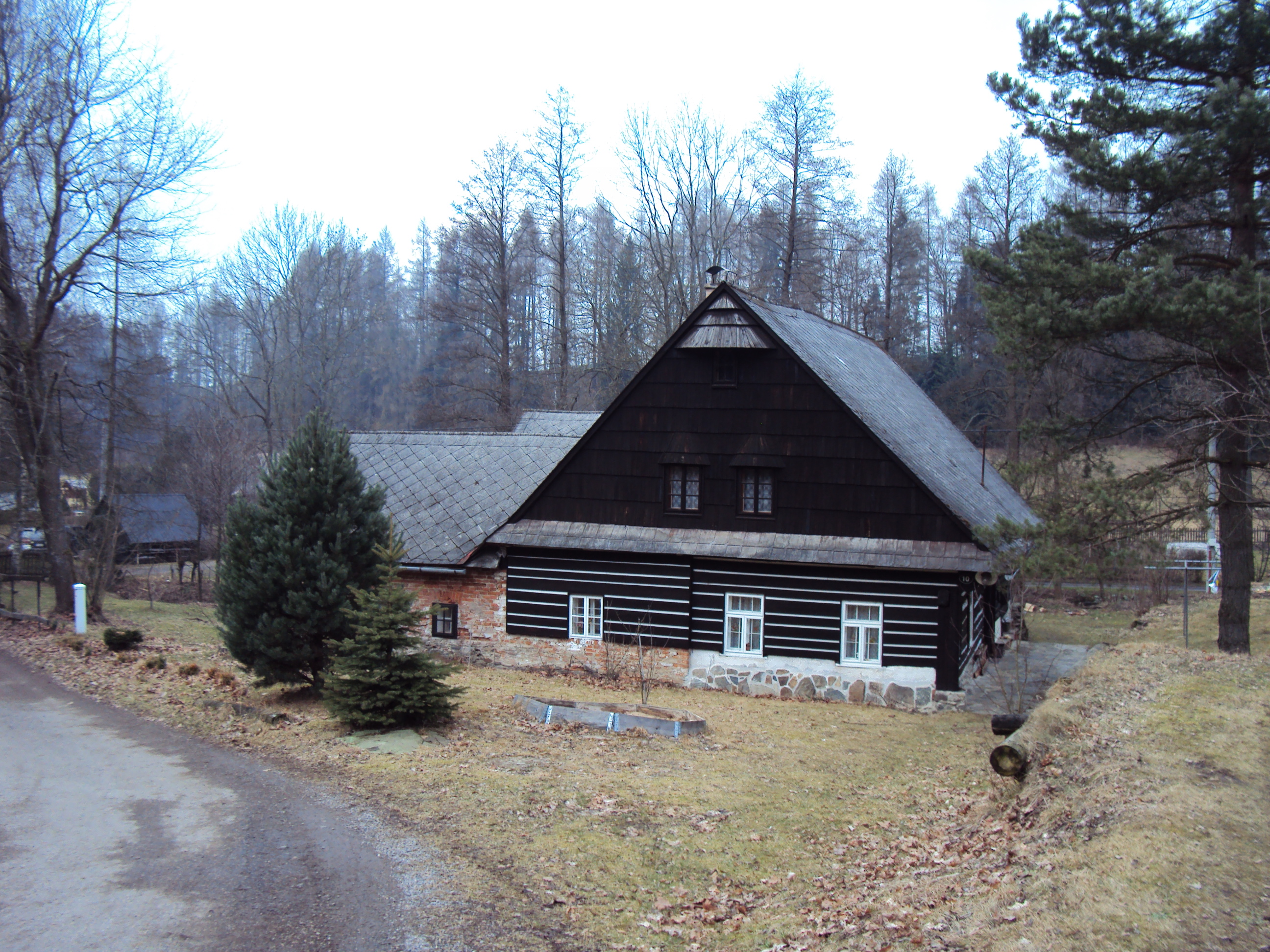
Chaluppe in Dolní Heřmanice

Dolní Heřmanice (deutsch Niederhermanitz, auch Nieder-Hermanitz, Unter Hermanitz) ist ein Ortsteil von Horní Heřmanice im Bezirk Ústí nad Orlicí in der ostböhmischen Region Pardubický kraj in Tschechien.

## Lage
Dolní Heřmanice liegt im Pardubický kraj (Tschechien) westlich des Gemeindeteils Horní Heřmanice v Čechách, ca. 550 bis 600 Meter über dem Meeresspiegel, am Lauf eines Dorfbaches (Sázavský potok), der in die Moravská Sázava mündet. Der Ort erstreckt sich ca. 2 Kilometer entlang der Straße Výprachtice - Horní Heřmanice von Osten nach Westen. Seiner Siedlungsform nach ist der Ort ein Waldhufendorf, das zwischen zwei Gebirgsrücken eingebettet ist: Nördlich gegen die Anhöhe Valteřička, südlich gegen Valentovy vrchy.

## Geschichte
Dolní Heřmanice teilt wesentliche Begebenheiten seiner Geschichte mit Horní Heřmanice (siehe dort). Der Ort war nach 1850 eine unabhängige und selbstverwaltete Gemeinde. Anträge, den Ort mit anderen Dörfern zu einer Gemeinde zusammenzuschließen, wurden 1921 und 1945 verworfen. Erst 1971 wurde Dolní Heřmanice mit Horní Heřmanice und Rýdrovice zu einer Gemeinde zusammengefasst, die aus drei getrennten Katastergebieten (Ortsteilen) besteht. 

### Bevölkerungsentwicklung
Beim Zensus von 1921 lebten in den 128 Häusern von Dolní Heřmanice 586 Personen, darunter 575 Tschechen und 10 Deutsche. Die deutschsprachige Minderheit wurde nach dem Zweiten Weltkrieg auf Grund der Beneš-Dekrete enteignet und vertrieben. Durch den Weltkrieg und die Vertreibung sank die Bevölkerungszahl des Dorfes von 550 Einwohnern (1930) auf 269 im Jahr 1950 ab. Im Jahr 2011 gab es in Dolní Heřmanice 145 ständige Einwohner in 89 Häusern. 
| Jahr          | 1869 | 1880 | 1890 | 1900 | 1910 | 1921 | 1930 | 1950 | 1961 | 1970 | 1980 | 1991 | 2001 | 2011 |
| Einwohnerzahl | 723  | 685  | 727  | 667  | 600  | 586  | 550  | 269  | 264  | 221  | 210  | 175  | 166  | 145  |

## Ortsgliederung
Dolní Heřmanice besteht aus den Grundsiedlungseinheiten Chudoba, Dolní Heřmanice und Záhora.
Der Ortsteil bildet den Katastralbezirk Dolní Heřmanice v Čechách.